# Polisportiva Gifa Città di Palermo
Le Polisportiva Gifa Città di Palermo (Gifa Palermo) est un club de natation et water-polo italien de Palerme, dont la section de water-polo dispose d'un palmarès féminin européen depuis le début des années 2000.

## Historique
Le club omnisports est fondé en 1979 à Palerme, en Sicile. À ses débuts, il compte des sections de natation, de plongée sous-marine et de water-polo masculin.
En 1987, est ouverte une section de water-polo féminin. En 2000, elle remporte la première édition du trophée de la Ligue européenne de natation, la seconde coupe d'Europe des clubs, suivie d'une autre en 2002. En championnat national, elle est montée dès 1989 en série A1, la première division, mais a connu des relégations. Ainsi, après une deuxième place en 2004 et une troisième place en 2005, elle est reléguée en série A2 et remonte lors de la saison 2009-2010.

## Palmarès water-polo féminin
- 2 trophées LEN : 2000 et 2002[2].